# Pichincha
|  | Per a altres significats, vegeu «Pichincha (desambiguació)». |

El Pichincha és un estratovolcà de l'Equador, situat pocs quilòmetres al sud de la línia equatorial. Als seus peus es troba la capital del país, Quito. És un volcà actiu i en realitat està format per dos pics importants: el Ruku Pichincha ("el vell Pichincha" en quítxua), de 4.627 metres d'altura, i el Wawa Pichincha ("el Pichincha nen", en quítxua), de 4.794 metres d'altura.
El Guagua Pichincha ha registrat erupcions el 1534, 1539, 1577, 1588, 1660, 1662, 1859 i 1999. Afortunadament per a la ciutat de Quito, la caldera està orientada de manera que els fluxos piroclàstics cauen cap a la seva banda occidental, a la vall del riu Cristal i en direcció a la costa. L'erupció de 1660 fou pliniana estenent cendres al llarg de 1.000 quilòmetres, i deixant 30 cm de cendres a Quito.
Per a l'Equador aquesta muntanya té un simbolisme especial, ja que a les seves faldes es lluità, el 24 de maig de 1822, la batalla del Pichincha, que segellà la independència dels territoris de l'antiga Reial Audiència de Quito, a partir de llavors integrats a la nova república de la Gran Colòmbia.
La primera ascensió documentada del Guagua Pichincha va tenir lloc el 1582 per un grup de locals liderats per José Ortiguera.